# نیروهای مسلح نیجریه
نیروهای مسلح نیجریه (به انگلیسی: Nigerian armed forces) نیروهای نظامی جمهوری فدرال نیجریه هستند. این نیروها متشکل از نیروی زمینی نیجریه، نیروی هوایی نیجریه و نیروی دریایی نیجریه هستند.
نیروی زمینی یا ارتش نیجریه (NA) شاخهٔ زمینی نیروهای مسلح نیجریه و بزرگ‌ترین نیرو در میان نیروهای مسلح این کشور است.

## نیروی دریایی
نیروی دریایی نیجریه (NN) شاخهٔ دریایی نیروهای مسلح نیجریه است. ساختار فرماندهی نیروی دریایی فعلی نیجریه متشکل از ستاد فرماندهی نیروی دریایی در آبوجا و سه مرکز فرماندهی عملیاتی در لاگوس، کالابار و بایلسا است. مقر فرماندهی آموزش نظامی در لاگوس، پایتخت تجاری نیجریه قرار دارد، اما واحدهای تمرینی نظامی در سراسر نیجریه گسترش یافته است. پنج پایگاه عملیاتی، پنج پایگاه عملیاتی واکنش سریع (دو پایگاه دیگر نیز به زودی فعال می‌شوند)، دو جایگاه اسکله واقع در لاگوس و بندر هارکورت و دو ناوگان مستقر در لاگوس و کالابار نیز فعال هستند.

## نیروی هوایی

راندل یا نشان نیروی هوایی نیجریه

نیروی هوایی نیجریه یکی از بزرگ‌ترین نیروهای هوایی در آفریقا است و شامل حدود ۱۵۰۰۰ نفر پرسنل و هواپیماهایی شامل ۸ فروند چنگدو جی-۷ چینی، ۱۳ فروند داسو/دورنیه آلفا جت و دارای تعدادی بالگرد، پهپاد و سایر هواگردهامی‌باشد. همچنین سفارش تعدادی هواپیمای ترابری، هلیکوپتر و پهباد نیز انجام گردیده است.

## حضور بین‌المللی
در اکتبر ۲۰۰۴، نیروهای نیجریه مجدداً در دارفور سودان مستقر شدند تا نیروهای اتحادیه آفریقا را برای جلوگیری از نسل‌کشی در دارفور رهبری کنند. نیجریه از سال ۱۹۶۰ تاکنون با اختصاص بیش از ۲۰٬۰۰۰ سرباز / پلیس در مأموریت‌های مختلف سازمان ملل متحد مشارکت داشته است. نیروهای پلیس و ارتش نیجریه در این ماموریت‌ها شرکت داشته‌اند.
- UNIPOM - هند و پاکستان، ۱۹۶۵[۶]
- نیروهای حافظ صلح سازمان ملل مستقر در لبنان (UNIFIL) - لبنان، ۱۹۷۸[۷]
- گروه ناظر نظامی سازمان ملل متحد (UNIIMOG) -جنگ ایران و عراق، ۱۹۸۸[۸]
- UNPROFOR - یوگسلاوی سابق، ۱۹۹۸[۹]
- UNMISET - تیمور شرقی، ۱۹۹۹[۱۰]
- MONUC - جمهوری دموکراتیک کنگو، ۲۰۰۴[۱۱]